# Маврілімумаб
Маврілімумаб (англ. Mavrilimumab) — людське моноклональне антитіло, яке інгібує рецептор гранулоцитарно-макрофагального колонієстимулюючого фактору.
Маврілімумаб синтезований як CAM-3001 за технологією компанії «Cambridge Antibody Technology», та розробляється компанією «MedImmune» як експериментальний препарат для лікування ревматоїдного артриту.
Ефективність та безпечність маврілімумабу досліджувались у І фазі дозозалежних клінічних досліджень, та у фазі ІІа, які фінансувалися компанією «Medimmune». У фазі ІІа клінічних досліджень, у якій препарат вивчався в дозі до 100 мг, виявилоо, що 55,7 % пацієнтів, які приймали маврілімумаб, досягли первинної кінцевої точки зниження рівня активності хвороби на ≥1,2 пункти від вихідного рівня в показниках активності захворювання на 12 тижні досліджень (у порівнянні з 34,7 % пацієнтів, які приймали плацебо).
У 2013 році проведено два наступних клінічних дослідження маврілімумабу для подальшого вивчення ефективності препарату при ревматоїдному артриті.
На початку 2017 року проводились клінічні дослідження маврілімумабу, в яких, за оцінкою дослідників, були показані обнадійливі результати.
У 2020 році проводилось клінічне дослідження щодо можливості застосування маврілімумаба для покращення прогнозу у хворих на COVID-19 з пневмонією та системним гіперзапаленням. В одному невеликому дослідженні виявлено незначне покращення стану хворих, які приймали маврілімумаб, у порівнянні з хворими, які його не приймали.